# Unico indizio la luna piena (film)
Unico indizio la luna piena (Silver Bullet) è un film del 1985 diretto da Daniel Attias, tratto dall'omonimo romanzo breve di Stephen King.

## Trama
Il film, ambientato nella primavera del 1976, segue le vicende di Marty Coslaw, un giovane costretto sulla sedia a rotelle che vive con la sua famiglia, composta dai genitori e da sua sorella maggiore Jane, a Tarker's Mills, una tranquilla cittadina rurale del Maine. Presto la loro relazione e la vita dei cittadini subirà una svolta dopo una serie di atroci omicidi che avvengono durante le notti di Luna piena.
La prima vittima è il ferroviere Arnie Westrum, ma la morte viene inizialmente attribuita ad un incidente causato dal suo alcolismo. Non molto tempo dopo la nubile Stella Randolph, che stava per suicidarsi poiché rimasta incinta e rinnegata dal suo compagno, viene brutalmente assassinata prima di compiere l'atto. Il successivo a morire è Milt Sturmfuller, il rozzo padre di Tammy, fidanzata di Marty, che viene ritrovato cadavere all'interno della serra di sua proprietà. I cittadini, adirati dal lento progresso delle indagini della polizia locale, chiedono rapidi risvolti nella faccenda che si aggrava ulteriormente quando viene rinvenuto il cadavere brutalmente mutilato del giovane Brady Kincaid, il migliore amico di Marty.
I cittadini scelgono di mettere in pratica la giustizia sommaria organizzando un gruppo per dare la caccia al carnefice. Il gruppo parte a cercare l'omicida nei boschi nonostante le obiezioni dello sceriffo Joe Haller e del reverendo Lester Lowe, che li supplica di fermarsi per evitare altri spargimenti di sangue. Una volta giunti nei boschi, però, il gruppo non riesce a proseguire le ricerche per via della fitta nebbia e vengono improvvisamente sorpresi da una sfuggente creatura ringhiante che massacra alcuni di loro. In seguito a questo evento, il reverendo Lowe ha un incubo nel quale sogna di presiedere un funerale di massa nel quale i presenti in chiesa, inclusi i morti nelle bare, si alzano in piedi e iniziano a trasformarsi in licantropi.
A causa degli omicidi irrisolti, Haller ordina un coprifuoco notturno e l'annullamento della fiera annuale. Marty, appassionato di fuochi d'artificio, manifesta il suo disappunto in merito sconfortato dal fatto di non poter assistere al consueto spettacolo pirotecnico. A tiragli su il morale è l'eccentrico zio Red, che regala lui una nuova sedia a rotelle a motore, somigliante molto di più ad una motocicletta. Il giovane chiamerà questa, Pallottola d'argento.
Lo zio gli regalerà inoltre dei fuochi d'artificio per compensare la mancanza di quelli che si sarebbero svolti presso la oramai sospesa fiera. La sera Marty, non curante del coprifuoco, si reca presso il ponte sito nella vicina palude per avere la propria "celebrazione". Qui però subisce l'aggressione di un lupo mannaro. Marty riesce però a sfuggirgli lanciandogli un fuoco d'artificio ferendolo gravemente all'occhio sinistro.
Nessuno crede alla storia di Marty riguardante l'attacco del licantropo. Il ragazzo, oramai disperato, chiede alla sorella Jane di controllare i cittadini per vedere se uno di loro presenta l'occhio sinistro ferito. Inizialmente riluttante, Jane decide però di appagare il fratello e controlla ogni cittadino durante la raccolta delle bottiglie organizzata dalla chiesa. Nel corso di questa, tuttavia, non trova nessuno che corrisponda a quanto riferito dal fratello. Giunta però dal reverendo Lowe, nota con orrore che questi indossa una benda sopra l'occhio sinistro e trova alcuni degli effetti personali appartenuti a coloro che sono scomparsi durante la battuta di caccia, nel ripostiglio della chiesa. Sapendo che non verranno creduti dagli adulti, Marty e Jane si mettono ad inviare lettere anonime a Lowe nelle quali citano, pur rimanendo anonimi, il fatto di sapere quale fosse la sua demoniaca natura e invitandolo a uccidersi per porre fine a tutto.
Nonostante l'anonimato, Lowe sa che i giovani Coslaw lo stanno prendendo di mira e quindi si mette a cacciarli a sua volta. Insegue Marty per la strada mentre è alla guida di Pallottola d'argento e cerca di investirlo senza riuscirci. I ragazzi, oramai disperati, decidono di confidare tutto allo zio Red che inizialmente non crede alla storia di Marty. Quando a questi però Jane farà  notare che le ammaccature su Pallottola d'argento hanno lo stesso colore della cromatura della macchina di Lowe, Red decide di riferire la storia del nipote alla polizia e chiede di tenere il reverendo sotto osservazione. Di notte Haller si reca in chiesa e trova degli indizi che provano la verità della storia di Marty. Improvvisamente Haller viene sorpreso da Lowe, che dopo essersi trasformato, lo uccide.
Con la scomparsa dello sceriffo, Marty riconosce che ormai gli restano poche opzioni; sa che l'unico punto debole dei lupi mannari è l'argento, quindi chiede a Red di portare il suo medaglione e il crocifisso d'argento di Jane dall'armaiolo locale per fonderli e forgiarli in un proiettile. Red riesce ad allontanare da casa i genitori dei ragazzi con una scusa, riferendo loro di rimanere lui stesso a badare ai nipoti durante la loro assenza. Proprio nel corso della notte di Halloween, (notte nella quale splende la Luna piena, Lowe irrompe nella casa, sotto forma di licantropo.
Qui Red, nel cercare di difendere i ragazzi, viene sbattuto per la stanza dal lupo mannaro, perdendo momentaneamente conoscenza. Il mostro prende di mira Jane ma, prima che questo possa afferrarla, Marty riesce a recuperare il proiettile d'argento (nel frattempo scivolato di mano a Red e caduto in una presa d'aria nel pavimento) e lo inserisce nella pistola. Il giovane spara al mostro colpendolo all'occhio destro. Lowe quindi cade a terra e muore riassumendo sembianze umane. Il film si chiude con Jane che dice a Marty quanto gli voglia bene, e, parlando da narratrice del film, afferma: «Non ero mai riuscita a dirlo, ma da quel giorno l'ho detto tante altre volte».

## Promozione

### Locandine
Le locandine e i manifesti utilizzati per la promozione del film, all'epoca della sua diffusione nelle sale cinematografiche italiane, sono opera dell'illustratore Enzo Sciotti. La stessa illustrazione è stata utilizzata anche per la copertina del libro.

## Distribuzione
Il film è stato distribuito nelle sale cinematografiche italiane a partire dal mese di marzo del 1986.

### Data di uscita
Alcune date di uscita internazionali nel corso degli anni sono state:
- 11 ottobre 1985 negli Stati Uniti (Silver Bullet)[3]
- 28 marzo 1986 in Italia[4]

## Accoglienza

### Incassi
Negli Stati Uniti si è classificato al 69º posto tra i primi 100 film di maggiore incasso usciti nel 1985 con un importo casalingo superiore ai 12 milioni di dollari. In Italia, invece, si è classificato al 62º posto tra i primi 100 film di maggiore incasso della stagione cinematografica 1985-1986.

### Critica
Il film ha generalmente riscontrato un'accoglienza critica mista, su Rotten Tomatoes detiene l'indice di gradimento del 50%.
In un articolo apparso su un quotidiano, all'epoca della proiezione del film nelle sale, viene apprezzato l'apporto di Armando Nannuzzi alla fotografia ma non quello dell'esordiente regista che non riesce a dare vigore ad una storia, già di per sé, non molto tesa e di poca fantasia.